# Klein Gladebrügge
Klein Gladebrügge est une commune allemande du Schleswig-Holstein, située dans l'arrondissement de Segeberg (Kreis Segeberg), immédiatement au sud de la ville de Bad Segeberg. Klein Gladebrügge est l'une des 27 communes de l'Amt Trave-Land dont le siège est à Bad Segeberg.